# Вара (волость)
Вара (эст. Vara) — бывшая волость в Эстонии, в составе уезда Тартумаа.

## Положение
Площадь волости — 333 км², численность населения на 1 января 2006 года составляла 1947 человек.
Административным центром волости была деревня Вара. Помимо этого на территории волости находилось ещё 27 деревень.